# Echinocorythidae
De Echinocorythidae zijn een familie van uitgestorven zee-egels (Echinoidea) uit de orde Holasteroida.

## Geslachten
- Echinocorys Leske, 1778 †
- Pseudananchys Pomel, 1883 †